# Kallemäe
Kallemäe (Duits: Wiira) is een plaats in de Estlandse gemeente Saaremaa, provincie Saaremaa. De plaats heeft de status van dorp (Estisch: küla).
Tot in oktober 2017 behoorde Kallemäe tot de gemeente Valjala. In die maand werd Valjala bij de fusiegemeente Saaremaa gevoegd.

## Bevolking
Het dorp had 39 inwoners op 31 december 2011 en 44 inwoners op 31 december 2021.

## Geschiedenis
Kallemäe werd pas in 1977 officieel een dorp, toen de dorpen Nurme (sinds 2017 Valjala-Nurme), Rannaküla (sinds 2017 Laevaranna) en Viira bij een gemeentelijke herindeling werden samengevoegd. Het fusiedorp kreeg de naam Kallemäe. De naam bestond al als veldnaam en betekent ‘heuvel van Karl’. Het terrein had waarschijnlijk ooit een eigenaar met die naam. Nurme en Rannaküla werden in 1997 weer van Kallemäe afgesplitst; Viira kwam niet terug.
Tot 1920 lag het grondgebied van het latere Kallemäe op de grens van de landgoederen Uue-Lõve (Duits: Neu-Löwel), dat toebehoorde aan de Ridderschap van Ösel (Saaremaa), en Sakla, een kroondomein. De plaats waar het landhuis van Sakla heeft gestaan, ligt op het grondgebied van Kallemäe.

## School
De plaatselijke school dateert van 1940. In 1976 werd de school een kostschool. Sinds 2005 is de school gespecialiseerd in de opvoeding van kinderen met een verstandelijke beperking en valt ze onder een scholengemeenschap met de hoofdvestiging in Kuressaare.

## Foto's

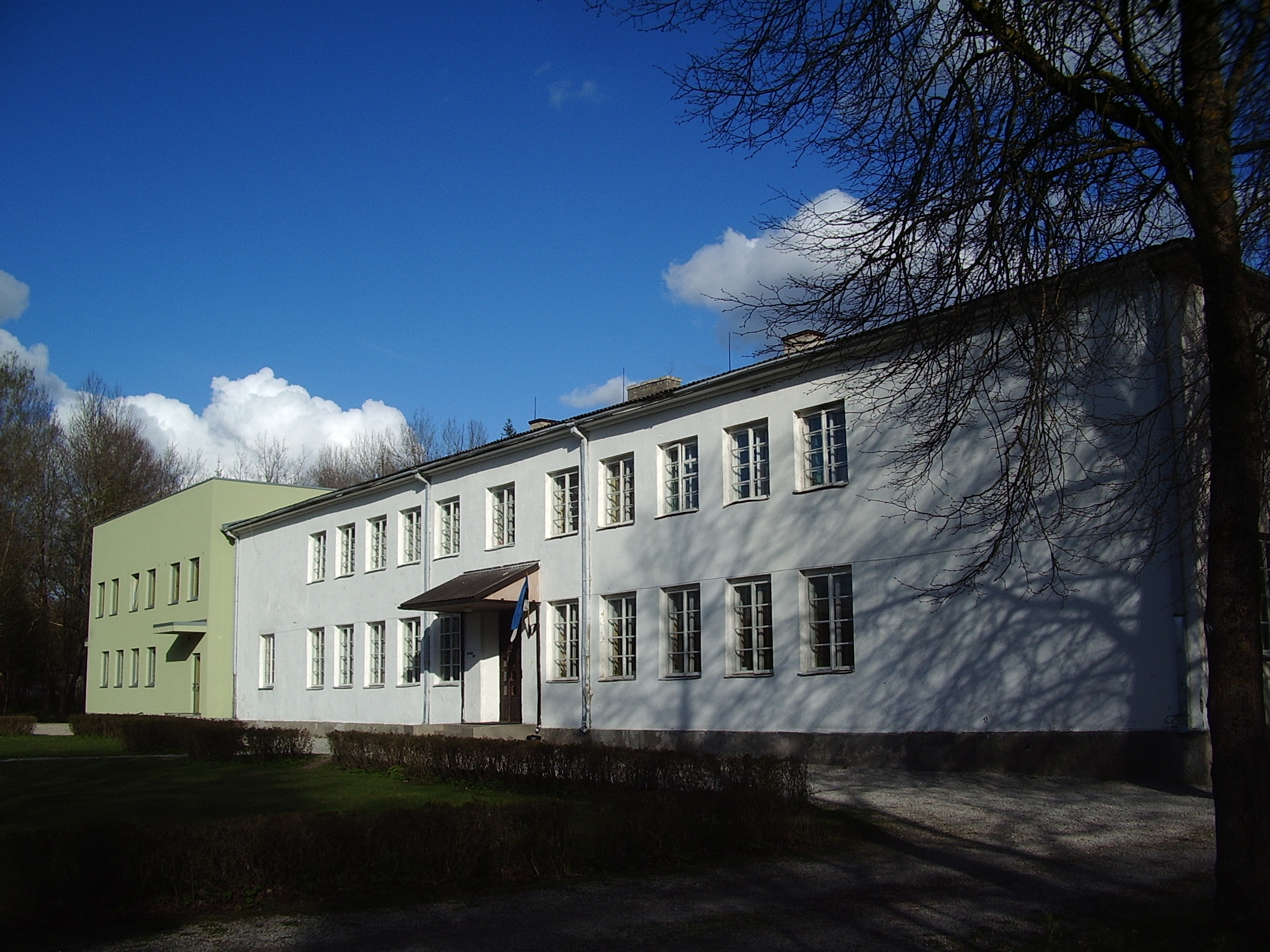
De school van Kallemäe
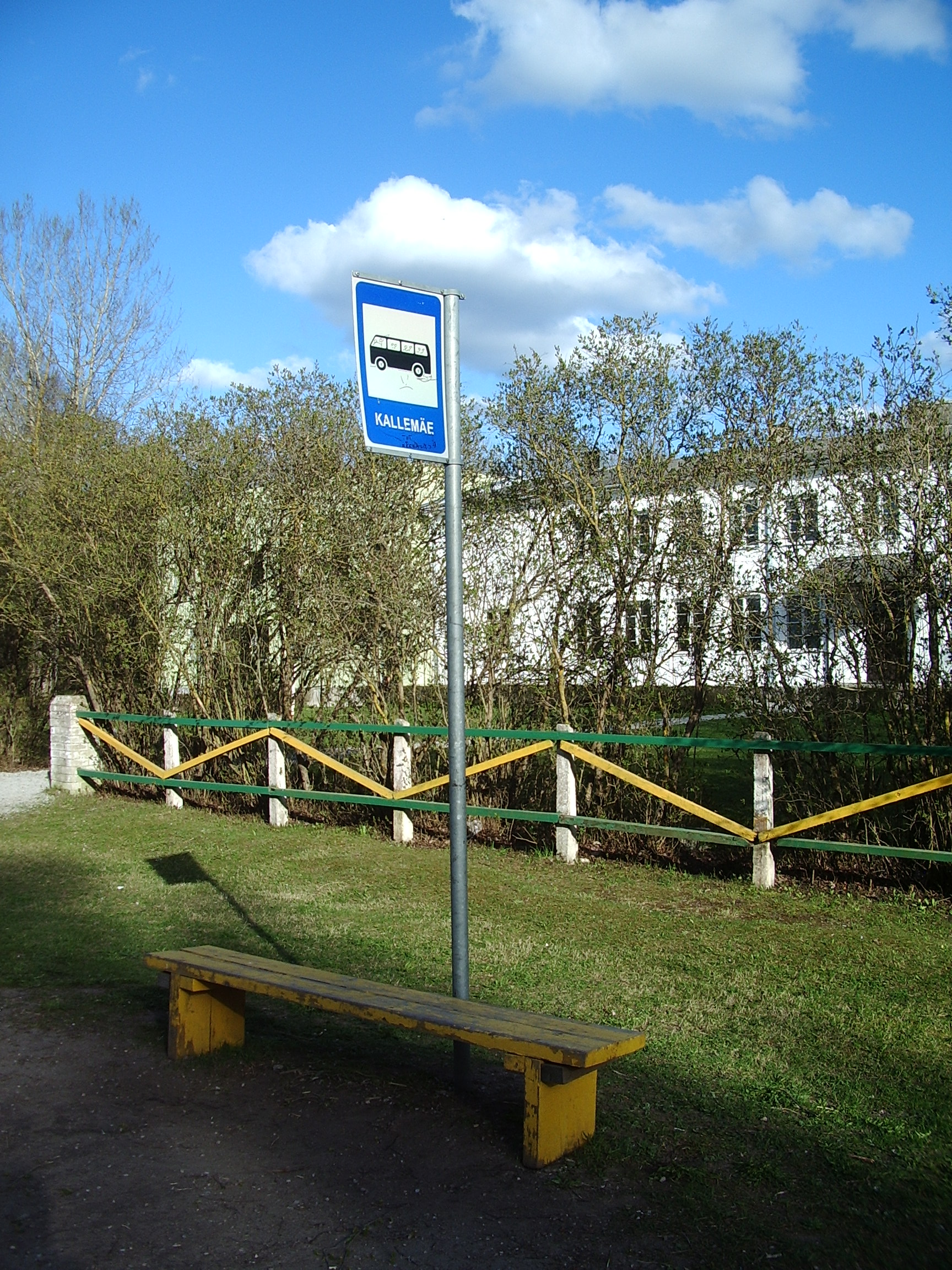
Bushalte in Kallemäe